# Griffith (władca)
Nathaniel Griffith Lerotholi (ur. 1873, zm. 1939) – król Basuto od 11 kwietnia 1913 do lipca 1939.

## Lata młodości
Griffith dorastał w domu swojego wujka, Berenga, w wiosce Masite. W 1897 trafił do Phamong. Rok później na prośbę ojca, Griffith i jego zwolennicy dołączyli do walki przeciwko Masophie pod Thaba Bosiu, który nie uznawał władzy Lerotholiego.

## Panowanie
Po śmierci swojego brata Letsiego II został jego następcą, jako że jedyny syn Letsiego, Tau, zmarł niedługo później (uważa się też, że Tau nie był synem Letsiego II). Po objęciu tronu wyprowadził się z Phamong i założył własną wioskę – Matsieng New Town. W 1912 dokonał konwersji z anglikanizmu na katolicyzm. Był pierwszym chrześcijańskim królem Basuto. Od tego momentu wszyscy kolejni władcy Basuto byli chrześcijanami. W październiku 1919 jako pierwszy król Basuto odwiedził Anglię. Po jego śmierci tron objął Seeiso Griffith.

## Życie prywatne
Griffith miał żonę Sebueng i syna Seeiso.